# Lagopus muta islandorum

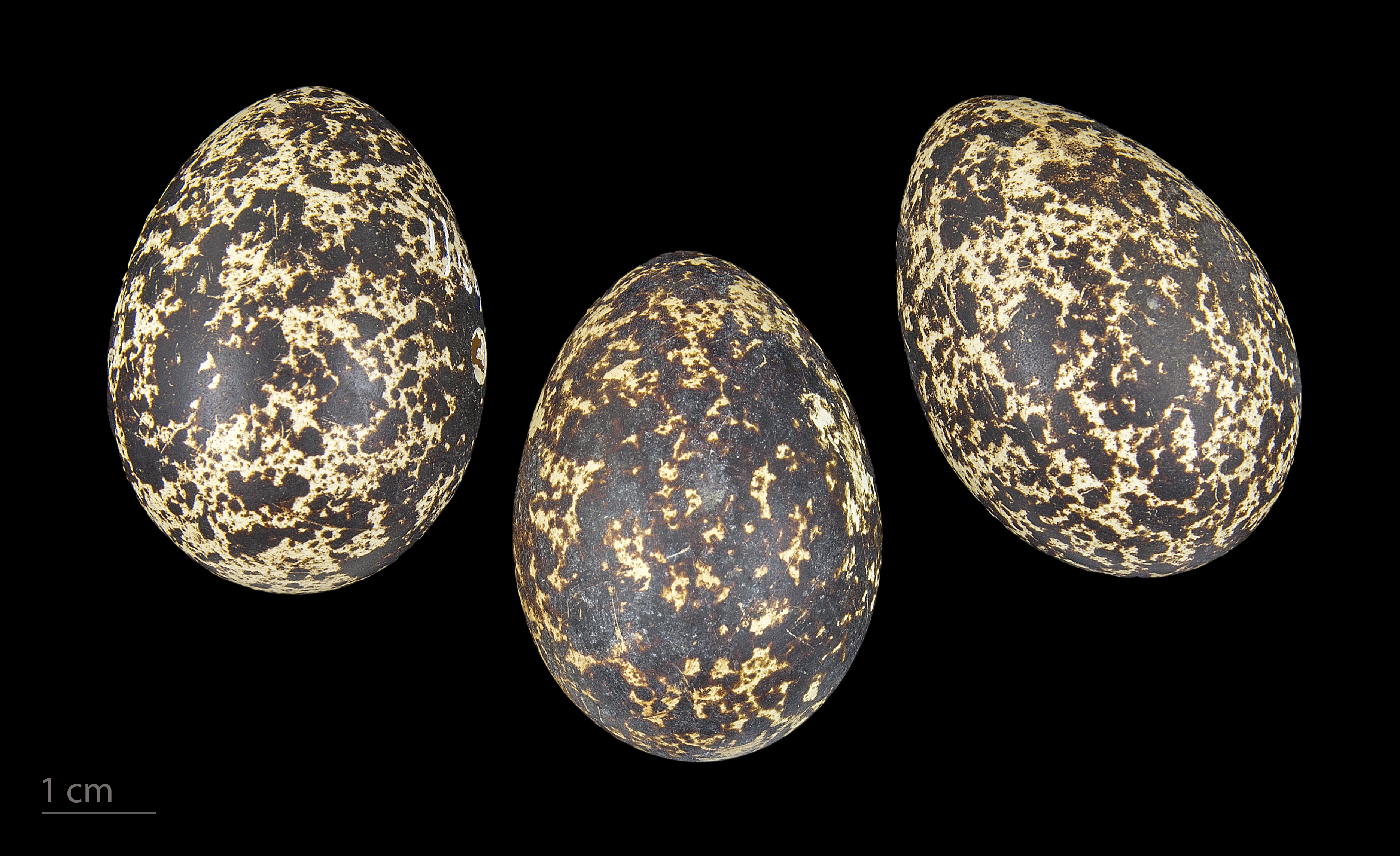
Lagopus muta islandorum - MHNT

Lagopus muta islandorum es una subespecie  de la familia Tetraonidae en el orden de los Galliformes. 

## Distribución geográfica
Se encuentra en Islandia.